# Hymenocephalus lethonemus
 Hymenocephalus lethonemus és una espècie de peix de la família dels macrúrids i de l'ordre dels gadiformes.

## Morfologia
- Els mascles poden assolir 14 cm de llargària total.[2][3]

## Depredadors
Al Japó és depredat per Congriscus megastomus, Chlorophthalmus albatrossis i Diaphus coeruleus.

## Hàbitat
És un peix d'aigües profundes que viu entre 220-810 m de fondària.

## Distribució geogràfica
Es troba des del sud del Japó fins a les Filipines.